# Complex Piruvat Deshidrogenasa
El Complex Piruvat Deshidrogenasa (PDC, sigles en anglès Pyruvate dehydrogenase complex) és un complex de tres enzims que transforma el piruvat en Acetil-CoA mitjançant un procés de descarboxilació del piruvat. L'Acetil-CoA, podrà ser utilitzat en el cicle de Krebs, per tal de continuar amb la respiració cel·lular, també podrà usar-se per generar cossos cetònics al fetge o podrà ser usat per sintetitzar àcids grassos de cadena llarga i esterols. Aquest complex enllaça la ruta metabòlica de la glicòlisi amb el cicle de l'àcid cítric. La descarboxilació del piruvat també és coneguda com la reacció de deshidrogenació del piruvat, ja que implica l'oxidació del piruvat.
Aquest complex multienzimàtic està relacionat tan estructuralment com funcional a l'oxoglutarat deshidrogenasa i als complexos multienzimàtics d'oxoàcids amb cadena de branca.

## Reacció
La reacció catalitzada pel complex piruvat deshidrogenasa és la següent:
| Piruvat       | Complex Piruvat Deshidrogenasa | Complex Piruvat Deshidrogenasa | Acetil CoA |
|               |                                |                                |            |
| CoA-SH + NAD+ | CO₂ + NADH + H+                |                                |            |
|               |                                |                                |            |
|               |                                |                                |            |
|               |                                |                                |            |
|               |                                |                                |            |

## Estructura i funció en els eucariotes
El complex de la piruvat deshidrogenasa està organitzat en simetria cúbica en els procariotes, estant constituït per 60 subunitats en tres proteïnes funcionals. El PDC està localitzat en la matriu mitocondrial en els eucariotes. Està organitzat en simetria dodecaèdrica i està constituït per un total de 96 subunitats organitzades en tres proteïnes funcionals en l'enzim humà:

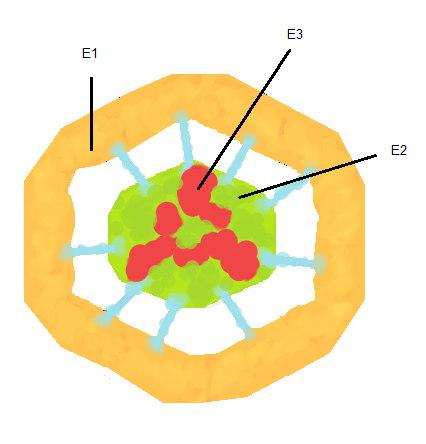
Esquema senzill de l'estructura del Complex Piruvat Deshidrogenasa

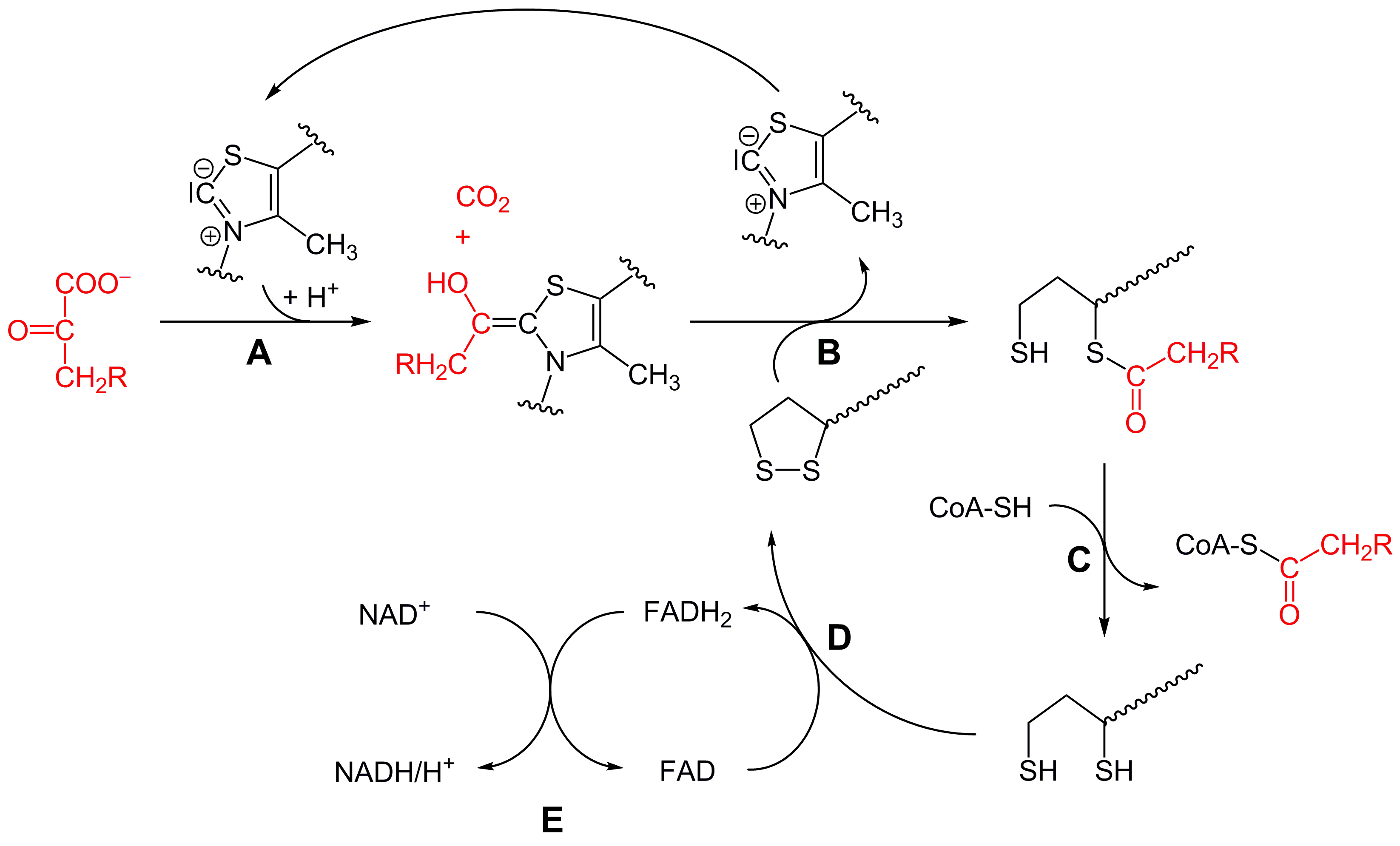
Mecanismes del Complex Piruvat Deshidrogenasa (PDC) amb el Piruvat (R=H)

| Enzim                                      | Abrev. | Cofactors           | Subunitats procariotes | Subunitats eucariotes |
| ------------------------------------------ | ------ | ------------------- | ---------------------- | --------------------- |
| Piruvat Deshidrogenasa (EC 1.2.4.1)        | E1     | Tiamina Pirofosfat  | 24                     | 30                    |
| Dihidrolipoil Transacetilasa (EC 2.3.1.12) | E2     | Lipoamida Coenzim A | 24                     | 60                    |
| Dihidrolipoil Deshidrogenasa (EC 1.8.1.4)  | E3     | FAD NAD+            | 12                     | 12                    |

### Piruvat descarboxilasa (E1)
Inicialment, el piruvat i el pirofosfat de tiamina (TPP) estan unides per subunitats de la piruvat descarboxilasa. L'anell tiazol del TPP està en la forma zwitterió i el C2 aniònic realitza un atac nucleofílic sobre el grup carbonil (Cetona) del C2 del piruvat. El resultat hemiacetal comporta una descarboxilació per produir un anió acil equivalent. Aquest anió ataca el S1 d'una espècie lipídica oxidada que està unida a un residu de lisina. En una obertura de l'anell pel mecanismo SN2-. S2 és desplaçada a un sulfit. Un col·lapse subseqüent de l'hemiacetal tetraèdric expulsa el tiazol, recuperant així el cofactor TPP i generant un tioacetat en S1 de la lipoamida. El procés de catalització del E1 és un pas limitant de velocitat en el total del complex piruvat deshidrogenasa.

### Dihidrolipoil transacetilasa (E2)
En aquest punt, la funcionalitat del tioester de lipoamida és translocada al centre actiu dihidrolipoil transacetilasa (E2), on una reacció de transacilació transfereix el grup acetil del braç móvil de la lipoamida al grup tiol del coenzim A. Això produeix Acetil-CoA, el qual entra en el cicle de l'àcid cítric havent estat alliberat del complex enzimàtic. És per aquest procés que l'E2 també s'anomena lipoamida reductasa-transacetilasa.

### Dihidrolipoil deshidrogenasa (E3)
La dihidrolipoamida, que encara està unida a un residu de lisina del complex, migra al centre actiu de la dihidrolipoil deshidrogenasa (E3) on es duu a terme una oxidació mediada per la flavina(FAD), que és químicament idéntica a la disulfit isomerasa. Inicialment, el FAD oxida la dihidrolipoamida retornant-la al seu estat funcional de lipoamida, reduint-se així a FADH₂. Més endavant, el cofactor NAD+ oxida el FADH₂ a FAD, recuperant així el cofactor d'E3, i produeix NADH. El qual anirà a la cadena respiratòria mitocondrial creant un gradient de protons en l'espai intermembrana mitocondrial, sent capaç de produir 3 ATPs mitjançant una ATPasa de la membrana interna del mitocondri.

## Regulació
La piruvat deshidrogenasa s'inhibeix quan una o més de les següents proporcions entre molècules augmenta: ATP/ADP, NADH/NAD+ i Acetil-CoA/CoA.
En eucariotes el complex piruvat deshidrogenasa és regulat pels seus propis enzims: la piruvat deshidrogenasa cinasa (PDK) i piruvat deshidrogenasa fosfatasa (PDP), desactivant-lo i activant-lo respectivament.
- La PDK fosforila tres residus de serina a l'enzim E1 amb diferents afinitats. La fosforilació de qualsevol d'ells inutilitza E1 i, en conseqüència, el complex sencer s'inactiva.
- La desfosforilació de l'enzim E1 per part de la PDP restableix l'activitat del complex.

Els productes de la reacció fan d'inhibidors al·lostèrics de la PDC, a més d'activar la PDK. Els substrats també inhibeixen la PDC.
Durant la inanició, la PDK augmenta a la majoria dels teixits, inclòs el múscul esquelètic, això té lloc gràcies a un augment de la transcripció dels gens. Sota les mateixes condicions, la quantitat de PDP disminueix. Així s'inhibirà la PDC, impedint que el múscul i altres teixits catabolitzin glucosa i precursors de la gluconeogènesi. El metabolisme, per tant, es decanta per la utilització de les grasses, mentre que la descomposició de les proteïnes del múscul per subministrar precursors de la gluconeogènesi es minimitza, i la glucosa disponible s'estén per ser utilitzada al cervell.
L'ió de calci té un paper important en la regulació de la PDC en el teixit muscular, ja que activa la PDP estimulant la glicòlisi en el seu alliberament al citosol durant la contracció muscular.

## Localització de la descarboxilació del piruvat
A les cèl·lules esucariotes, la descarboxilació del piruvat té lloc dins del mitocondri, després del transport del substrat, piruvat, des del citosol. El transport del piruvat cap a dins del mitocondri es fa mitjançant una proteïna transportadora i el seu activador amb un consum d'energia. La difusió passiva del piruvat cap a dins del mitocondri no és possible perquè aquest té una càrrega negativa.
És a l'entrada del mitocondri quan succeeix la descarboxilació, produint acetil CoA. Això es fa mitjançant una reacció irreversible que atrapa l'acetil CoA al mitocondri (l'acetil CoA només pot ser transportat fora de la matriu mitocondrial sota unes condicions d'altes concentracions d'oxalacetat, via la llançadora de citrat, quan les concentracions de l'intermediari TCA són normalment escasses). El diòxid de carboni produït per aquesta reacció és una petita molècula apolar, de manera que es pot difondre fàcilment fora del mitocondri i fora de la cèl·lula.
En procariotes, on no hi ha mitocondris, aquesta reacció es fa en alguns organismes en el citosol i en altres simplement no es fa.

## Diferències estructurals entre espècies
El complex piruvat deshidrogenasa està compost per múltiples còpies de 3 o 4 subunitats depenent de les espècies.

### Bacteris gram negatius
Als bacteris gram negatius, ex. Escherichia coli, el comlpex piruvat deshidrogenasa consisteix en un nucli central cúbic fet de fins a 24 molècules de dihidrolipoil transcetilasa (E2).
Fins a 24 còpies de piruvat descarboxilasa (E1) i 12 molècules de dihidrolipoil deshidrogenasa (E3) unides a l'exterior del nucli d'E2.

### Bacteris gram positius i eucariotes
En contrast, als bacteris gram positius (ex. Bacillus stearothermophilus) i als eucariotes, el nucli central de la PDC conté 60 molècules d'E2 disposades en forma d'icosaedre.
A més, els eucariotes també consten de 12 còpies d'un proteïna addicional del nucli, E3 binding protein (E3BP). La posició exacta de la E3BP encara no està completament clara. La microscopia crio-electrònica ha establert que la molècula E3BP s'uneix a cada cara de l'icosaedre en els llevats. No obstant això, s'ha suggerit que aquesta molècula substitueix un nombre equivalent de molècules E2 al nucli de la PDC bovina.
Fins a 60 molècules d'E1 o E3 es poden associar amb el nucli d'E2 dels bacteris gram positius- l'enllaç és mútuament exclusiu. En eucariotes l'enzim E1 s'uneix específicament a l'enzim E2, mentre que E3 s'associa amb E3BP. Es creu que fins a 30 enzims E1 i 6 enzims E3 són presents, tot i que el nombre exacte de molècules pot variar in vivo i normalment reflecteix els requeriments energètics del teixit en qüestió.